# ミラー・パケット
ミラー・パケット（Miller Smith Puckette)はアメリカの科学者、発明家。ビジュアルプログラミング言語MAXの開発者として知られる。

## 来歴
1980年にマサチューセッツ工科大学にて数学の学士を、1986年にハーヴァード大学にて数学の博士を得る。1985年から1987年までMITメディアラボにてコンピュータミュージックの研究を行い、その後、フランス国立音響音楽研究所(IRCAM)の研究員となる。1988年、MITラボ以来の研究を元にIRCAMにて4X用コントロールインターフェースPatcherを開発。さらに個人研究としてMacintoshコンピュータに移植開発を行い、1990年にはOpcode社より「Max」名で商用に発売。一方、1989年にIRCAM「ミュージカルワークステーション」チームの研究者としてNeXT、Ircam Signal Processing WorkstationのためにMax/FTSを開発。1994年からはカリフォルニア大学サンディエゴ校(UCSD)音楽部門の教員、研究者となり、1996年、フリーウェアPure Dataを開発。現在は同大学コンピュータ芸術研究センター(CRCA)の副所長を務める。

## 訴訟
MAXの商用化と特許を巡ってIRCAMの運営側と対立した経緯から、アプリケーションの著作権に対する問題提起、オープンソースの可能性、著作権団体の批判等に関して発言を行っている。またそれに関連して、カリフォルニア大学に移籍後開発されたPure Dataは、頭文字がパブリックドメインを意味することも意識されて名付けられている。

## 参照
1. ↑  ミラー・パケット『誰が我々のソフトウェアを所有するのか？：最初の一人のケーススタディ』 eContact! 11.3 — オーディオアプリケーションのためのオープンソース (2009年9月). モントリオール電子音響音楽協会(en)